# Акка (растение)
Акка (лат. Acca, от имени героини римских мифов Акки) — род деревянистых растений семейства Миртовые (Myrtaceae), распространённых в Южной Америке.

## Ботаническое описание
Вечнозелёные деревья или кустарники. Листья супротивные.
Цветки одиночные, обоеполые, четырёхмерные. Венчик красноватый или розовый. Тычинки красные, выставленные, многочисленные; пыльники волосистые. Завязь 3—4-гнёздная.
Плод — ягода, на вершине с остатками чашелистиков. Семена многочисленные, мелкие, чечевицеобразные.

## Список видов
Род включает 3 вида:
- Acca lanuginosa (Ruiz & Pav. ex G.Don) McVaugh (1956)
- Acca macrostema (Ruiz & Pav. ex G.Don) McVaugh (1956)
- Acca sellowiana (O.Berg) Burret (1941) — Фейхоа, или Акка Селлова